# Neolithische vuursteenmijnen in Spiennes

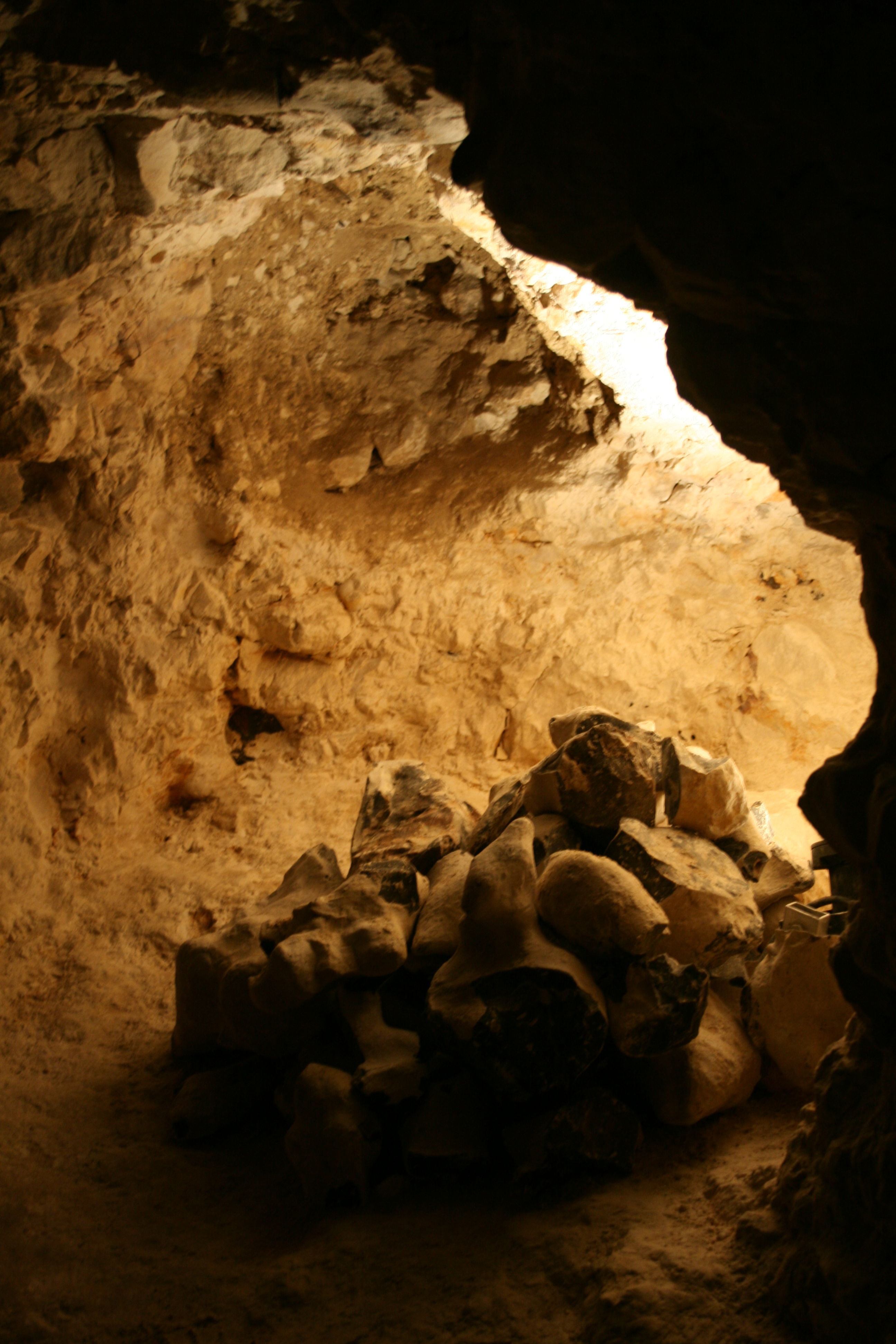
Vuursteenmijn van de Camp-à-Cayaux

De Neolithische vuursteenmijnen in Spiennes liggen in de provincie Henegouwen in België, in Spiennes, een deelgemeente van Bergen (Mons). Het gaat om een archeologische site met vuursteenmijnen uit het Neolithicum. 

Gedurende twee millennia tussen 4300 en 2300 v.Chr.  werd er vuursteen of silex ontgonnen en bewerkt.
Over een oppervlakte van meer dan 100 hectare zijn sporen te vinden van duizenden putten, gemaakt om vuursteen te ontginnen, dat bijzonder geschikt is voor het maken van stenen werktuigen zoals bijlen en klingen. Geschikte stenen werden ter plaatse verwerkt door gespecialiseerde steenkappers. Op de site liggen miljoenen vuursteenafslagen, het afval van de verwerkingsateliers.

## Vuursteenwinning
De ondergrondse winning van vuursteen gebeurde door het maken van putten van ongeveer 1 m diameter tot de grondlaag met silex en konden tot 16 m diep zijn. Onder aan de put werden de lagen er rond geëxploreerd. Er werden galerijen gegraven van enkele meter lengte. Sommigen hadden een lengte tot 7 m of reikten tot een nabijgelegen put. Enkel de vuurstenen van goede kwaliteit werden naar boven gehaald. Alle ongeschikt materiaal werd in reeds ontgonnen mijngangen opgeslagen. Het graven van putten en gangen gebeurde met vuurstenen hakken en hertshoornen werktuigen. Op plaatsen waar de steenlaag met vuurstenen aan de oppervlakte kwam en minder diep lag was er ontginning in openlucht.

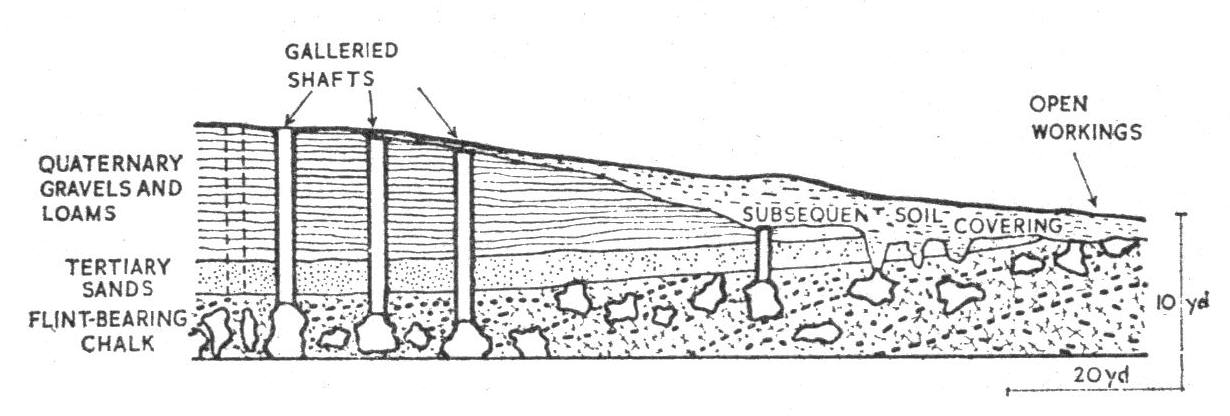
Doorsnede van de vuursteenmijnen

Materiaal uit de mijnen van Spiennes wordt tot ongeveer 50 km daarvandaan teruggevonden als afgewerkt werktuig, in halfafgewerkte ruwe vorm of als ruwe vuursteenknol. Tussen 50 km en 160 km werden enkel geëxporteerde, afgewerkte eindproducten gevonden.

## Ontdekking
Het bestaan van merkwaardige oude groeven werden voor het eerst opgemerkt door arbeiders van een nabijgelegen actieve steengroeve en in 1842 gesignaleerd in een lokale krant. Het blootleggen van 25 mijnschachten in 1867, tijdens graafwerken voor de spoorlijn tussen Frameries en Chimay, verwekte een grote wetenschappelijke belangstelling met artikels in wetenschappelijke publicaties. De eerste grote opgraving kwam er in 1889 en pas in 1912 begon men met vrijmaken en uitgraven van enkele schachten en een verbindingsgalerij. 
De sporen van de mijnactiviteiten zijn te vinden in drie sectoren:
- Camp-à-Cayaux: een zone van 65 ha met de diepste mijnschachten tot 16 meter
- Petit-Spiennes: een gebied van 14 ha met ontginningsputten van 8m tot 10 m diepte.
- Versant de la Wampe: met ook sporen van een omheind neolithisch dorp.

Naast een uitzonderlijke hoeveelheid schilfers op de grond - het bewijs dat het naar boven gehaalde vuursteen ook ter plaatse gekapt werd -, leverden opgravingen ook duizenden voorwerpen op, zoals bladen in silex, aardewerk en resten van fauna en menselijke skeletten. Op de bodem van putten werden pollen verzameld die wezen op het verbouwen van granen en andere planten. De dierlijke resten wezen op het houden van runderen, varkens, geiten en schapen. 

## Werelderfgoed
De prehistorische mijnen in Spiennes, die verbonden worden met de Michelsbergcultuur, behoren tot de grootste en oudste vuursteenmijnen van Europa. Ze staan sinds 2000 op de Werelderfgoedlijst van UNESCO. 
Op de site van Petit-Spiennes ligt bezoekerscentrum SILEX'S met informatie over alle facetten van de archeologische site en de mensen die in en rond de vuursteenmijnen werkten en woonden. Er is een tentoonstelling en een multimediale presentatie van de mijnen. De mijnen en de opgravingen zijn op bepaalde dagen en op afspraak te bezoeken. 